# نويل فيلدينغ
نويل فيلدينغ (بالإنجليزية: Noel Fielding)‏ هو رسام وممثل بريطاني، ولد في 21 مايو 1973 في وستمنستر في المملكة المتحدة. من الجوائز التي نالها NME Awards ‏ سنة 2008.

## أعمال

### مسلسلات
- ذا آي تي كراود

## جوائز
- NME Awards [الإنجليزية]‏ (2008)

## وصلات خارجية
- الموقع الرسمي
- نويل فيلدينغ على موقع IMDb (الإنجليزية)
- نويل فيلدينغ على موقع ألو سيني (الفرنسية)
- نويل فيلدينغ على موقع ميوزك برينز (الإنجليزية)
- نويل فيلدينغ على موقع أول موفي (الإنجليزية)
- نويل فيلدينغ على موقع إن إن دي بي (الإنجليزية)
- نويل فيلدينغ على موقع قاعدة بيانات الفيلم (الإنجليزية)
- نويل فيلدينغ على موقع كينوبويسك (الروسية)